# دشتي حسين أقا (للر وكتك)
دشتي حسين أقا (بالفارسية: دشتی حسین‌آقا) هي منطقة سكنية تقع في إيران في قسم للر وكتك الريفي. يقدر عدد سكانها بـ 106 نسمة .